# Эпителиально-мезенхимальный переход

Краткая схема эпителиально-мезенхимального перехода (ЭМП)

Эпителиально-мезенхимальный переход (англ. Epithelial-mesenchymal transition) — процесс изменения эпителиальными клетками эпителиального фенотипа на мезенхимальный, происходящий в эмбриональном развитии, заживлении ран, а также при патологических процессах — например, при фиброзе, а также при опухолевой прогрессии.
Существует также и обратный процесс — мезенхимально-эпителиальный переход (англ. Mesenchymal-epithelial transition)

## Молекулярные механизмы эпителиально-мезенхимального перехода
Для описания механизмов ЭМП можно выделить несколько ключевых моментов:
1. Подавление экспрессии гена Е-кадгерина (E-cadherin (CDH1)) участвующего в образовании плотных контактов между эпителиоцитами.
2. Увеличение экспрессии генов ответственных за мезенхимальный фенотип эпителиоцитов, таких как виментин (Vimentin), гладко-мышечный актин, фибронектин (Fibronectin).
3. Усиление клеточной подвижности вследствие активации сигнальных путей приводящих к реорганизации цитоскелета.
4. Повышение экспрессии генов, кодирующих матриксные металлопротеиназы (MMP), которые участвуют в деградации внеклеточного матрикса и базальной мембраны.

Растворимые факторы роста (на схеме), цитокины, молекулы внеклеточного матрикса активируют сигнальные пути ведущие к реализации программы ЭМП.
Эти пути активируют ряд транскрипционных факторов (Snail, Twist, Slug, ZEB1, ZEB2, Lef-1 и др.), которые связываются с промоторами генов ответственных за ЭМП.
Промоторы генов, кодирующих белки плотных контактов (Tight Junction)(TJ)) -E-cadherin, occludin, claudin-1, транскрипционно ингибируются этими транскрипционными факторами, а соответственно промоторы генов компонентов цитоскелета, например Vimentin, а также генов белков внеклеточного матрикса Fibronectin, в свою очередь, наоборот активируются.